# Euophrys pehuenche
Euophrys pehuenche es una especie de araña saltarina del género Euophrys, familia Salticidae. Fue descrita científicamente por Galiano en 1968.
Habita en Chile.